# Helga Roloff
Helga Roloff (* 17. Juni 1923 in Berlin; † 1. August 2010 in München) war eine deutsche Schauspielerin und Sprecherin.

## Biografie
Nach dem Abschluss des Lyzeums absolvierte Roloff von 1943 bis 1944 eine Berufsausbildung an der Hochschule für Musik und Theater in Mannheim. Zusätzlich nahm sie später (1947) in Wien bei Zdenko Kestranek Unterricht in Stimmbildung. Ihr Bühnendebüt gab sie 1948 als „Ophelia“ in einer „Hamlet“-Inszenierung am Zürcher Schauspielhaus. Es folgte ein erstes Engagement in Zürich von 1948 bis 1951, während dessen sie auch den Schriftsteller Max Frisch kennenlernte, mit dem sie zeitlebens eine Freundschaft verband. Weitere Bühnenstationen Roloffs waren Bern, Chur, Basel und Frankfurt am Main.
Sie arbeitete während ihrer Theaterlaufbahn unter namhaften Regisseuren wie Hans Lietzau und Fritz Kortner und verkörperte zahlreiche klassische Parts wie das „Gretchen“ in Johann Wolfgang von Goethes „Faust“ (sowohl in Zürich und Chur als auch in Frankfurt), die Titelrolle in Henrik Ibsens „Nora“ (in Chur und Bern), die „Inken Peters“ in Gerhart Hauptmanns „Vor Sonnenuntergang“ (Basel), die „Adela“ in Federico García Lorcas „Bernarda Albas Haus“ (Frankfurt) und die „Elisabeth Proctor“ in Arthur Millers „Hexenjagd“.
Zu Roloffs raren Filmauftritten gehört der Krimi Alibi mit Hardy Krüger in der Hauptrolle.
Im Fernsehen trat sie in verschiedenen Adaptionen von Bühnenwerken und Literaturvorlagen in Erscheinung, wie z. B. als „Octavia“ in George Bernard Shaws „Antonius und Cleopatra“ und als „Françoise d’Aubigné, marquise de Maintenon“ in „Das Fräulein von Scuderi“ (nach E.T.A. Hoffmann). Daneben sah man sie in Fernsehspielen wie Wolfgang Menges „Eines schönes Tages“, Erwin Wickerts „Der Klassenaufsatz“ und Günter Grass’ „Davor“.
Einen besonderen Schwerpunkt ihres künstlerischen Schaffens kam seit 1953 der Sprechertätigkeit zu. Roloff war fast ein halbes Jahrhundert lang im Hörfunk präsent als Sprecherin für Literatursendungen und Hörspiel-Produktionen sowie als Stimme der Sendungen Radio Wissen des Bayerischen Rundfunks.
Als Synchronsprecherin wirkte sie u. a. in der deutschen Fassung des Mehrteilers Ich, Claudius, Kaiser und Gott nach Robert von Ranke-Graves als deutsche Stimme der Caligula-Gemahlin Milonia Caesonia (Darstellerin: Freda Dowie) mit.

## Filmografie (Auswahl)
- 1955: Alibi
- 1963: Der Klassenaufsatz
- 1963: Antonius und Cleopatra
- 1964: Eines schönen Tages
- 1966: Die Ballade von Peckham Rye
- 1967: Der Zündholzkönig – Der Fall Ivar Kreuger (Fernsehfilm)
- 1971: Davor
- 1976: Das Fräulein von Scuderi
- 1982: Regentropfen